# Collège Saint-Paul de Lima
L’ancien collège majeur Saint-Paul de Lima était une institution éducative catholique sise à Lima, capitale de la Vice-royauté du Pérou. Fondé en 1568 par les Jésuites l’institution (avec séminaire) se développa en un centre culturel, intellectuel et scientifique de première importance dans l’Empire colonial espagnol. Il fut fermé en 1767, lorsque les Jésuites furent expulsés d’Espagne et de ses colonies. Sa bibliothèque est à l’origine de la première bibliothèque nationale du Pérou moderne. 

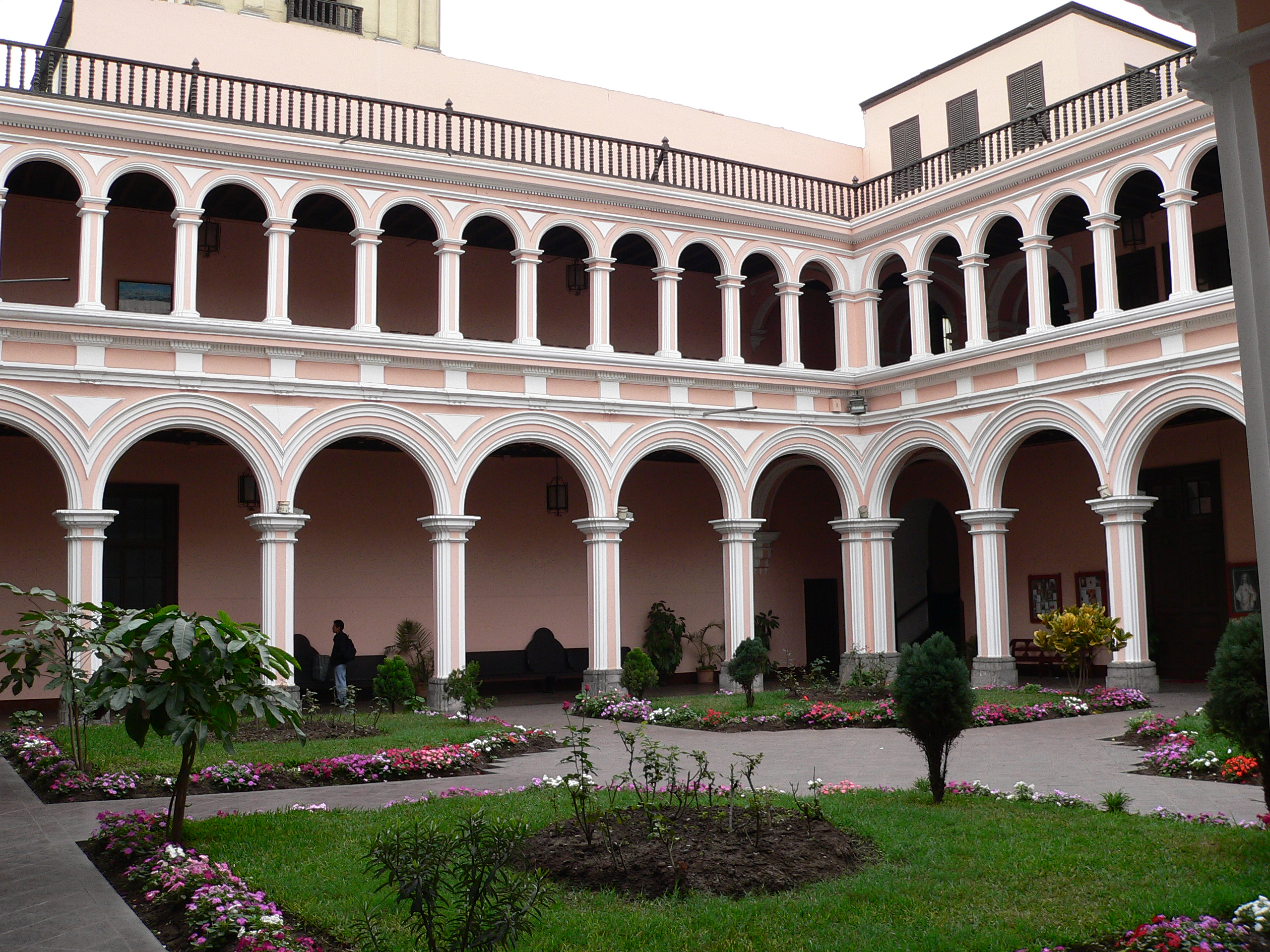
Le cloître, à côté de l’église, faisait partie de la résidence des pères

## Histoire

### Fondation et développement
Jérôme Ruiz de Portillo, qui dirige le premier groupe de Jésuites envoyé par le père François de Borgia dans la vice-royauté,  arrive à Lima le 28 mars 1568 avec deux confrères et deux postulants. Une école est immédiatement ouverte, la même année (1568), ainsi qu’un noviciat jésuite. Parmi les premiers novices se trouve Blas Valera. 
En novembre 1569, l’arrivée d’un second contingent de missionnaires espagnols renforce considérablement le corps professoral. Dès cette année-là une place importante est donnée au Quechua, langue et culture indigène dominantes dans la juridiction immédiate de Lima.  Le collège Saint-Paul est la première fondation jésuite à Lima ; il est ouvert aux espagnols et créoles. 
Au fil des années le prestige du collège va grandissant. Quartier général des Jésuites de la vice-royauté du Pérou l’institution se développe au-delà de l’institution scolaire traditionnelle et devient un grand centre intellectuel, culturel et scientifique du Nouveau Monde (espagnol).  Beaucoup de ses professeurs jésuites jouissent d'un grand prestige personnel comme écrivains. José de Acosta avec son  De Natura Novi Orbis, Diego de Avendaño et son Thesaurus indicus, le juriste Pedro de Oñate avec son De Contractibus. Le Vénérable Francisco del Castillo y enseigne de nombreuses années. Pendant deux siècles, un séminaire hebdomadaire se tient au collège pour l’étude et la discussion de ‘cas de conscience’ que peuvent rencontrer les missionnaires dans les domaines moraux et religieux.  

### Pharmacie
La pharmacie du collège s’est développée à partir de son infirmerie.  Bientôt elle fut au service de l'ensemble du réseau d'écoles et de domaines que les jésuites avaient au Pérou. Avec l’arrivée du frère Agostino Salombrini (1604), très habile pharmacien, elle prend de l’extension avec un jardin médicinal remarquable et devient la pharmacie principale de toute la vice-royauté du Pérou. C’est de cette pharmacie que pour la première fois de la quinine est envoyée en Europe (en 1631)  Il fait connaitre également les bézoards des lamas  ainsi que la ‘Cassia grandis', une autre plante aux vertus nutritives et médicinales. 

### Église Saint-Paul
L’église du collège Saint-Paul – aujourd’hui appelée ‘basilique Saint-Pierre’ – fut inaugurée en 1638.  Le maître d’œuvre en est le frère Martin de Aizpitiarte d’après les plans du père Nicolas Duron Mastrilli, premier recteur du collège quand celui-ci devint ‘université’. Elle résista à plusieurs tremblements de terre. Sa cloche ‘Agustina’ (populairement appelée ‘Grand-Mère’) est la plus ancienne de Lima. C’est dans cette église, joyau du baroque péruvien, (alors ‘église Saint-Paul') que le vénérable  Francisco del Castillo prononça pour la première fois ce que l’on appelle le ‘Sermon de trois heures’ (durant la semaine sainte de 1655) car son commentaire des sept paroles de Jésus en croix dura trois heures... !

### Bibliothèque
La bibliothèque du collège est rapidement devenue la plus importante d’Amérique, et certainement la plus riche des bibliothèques jésuites dans tout l’empire colonial espagnol. Selon Luis Martin elle comptait, en 1750 déjà 43.000 livres, alors que la bibliothèque d'Harvard - université fondée en 1636 - n’en comptait encore que 4.000. 

### Expulsion et fermeture
Expulsés d’Espagne (1767) et de tous les territoires de l’empire colonial espagnol les Jésuites durent quitter le collège Saint-Paul, et le collège cessa de fonctionner (1767). Ses biens passèrent sous la juridiction de la ‘Junta de Temporalidades’ . Dans un premier temps une partie des bâtiments, avec l’église, passèrent sous la juridiction des pères de l’Oratoire.  Une autre fut convertie en ‘Collège des caciques’.    
Après l’expulsion des Jésuites la bibliothèque devint la propriété de l’université royale et pontificale Saint-Marc, alors institution dominicaine. Et au moins 9.000 de ses volumes formèrent le noyau initial de la première bibliothèque nationale du Pérou, en 1821, installée dans les cloîtres de l’ancien collège. En 1943, un incendie dévastateur en détruisit une grande partie.